# 薮野祐三
薮野 祐三（やぶの ゆうぞう、別表記：藪野 祐三、1946年6月 - ）は、日本の政治学者。九州大学名誉教授。専攻は現代政治分析、国際関係論。

## 経歴
- 大阪府大阪市生まれ。
- 1965年、大阪府立天王寺高等学校卒業。
- 1969年、大阪市立大学法学部卒業。
- 1969年、大阪市立大学法学部助手。
- 1974年、北九州大学（現：北九州市立大学）法学部講師、同助教授、同教授。
- 1992年、九州大学法学部教授。
- 2000年、九州大学大学院法学研究院教授。
- 2010年、同大学、退職。
- 2010年、九州大学名誉教授。

### 学位
- 1988年、法学博士（大阪市立大学）

### 海外留学
- 1983年、カリフォルニア大学バークレー校客員研究員。
- 1987年、ロンドン・スクール・オブ・エコノミクス,客員研究員。
- 1988 - 1989年、シンガポール国立大学客員教授。
- 1990年、ウェールズ大学カーディフ校客員研究員。
- 1990 - 1991年、オールド・ドミニオン大学（バージニア州）客員研究員。
- 1993年、シェフィールド大学（イギリス）客員研究員。

### 国際化教育・活動
- 2000年、九州大学大学院法学研究院、修士課程に英語コース、アジア比較政治行政コース（Comparative Studies of Politics and Administration in Asia）を開設。
- 2000年、九州大学法学部・同法学研究院修士課程とオーストラリア、モナッシュ大学、法学部、人文学部との間に交換留学生制度を立ち上げる。
- 2006年、世界政治学会、福岡大会、実行委員長。

### 社会活動
- 2014年4月、特定非営利活動法人国境地域研究センター理事長・センター長（2019年5月まで）。
- 2017年12月、学校法人「せとうち」理事就任。

### 受賞
- 2017年、日本政治法律学会より学会賞[3]。

## 著書

### 単著
- 『現代政治学の位相――行動論以後と政治社会学』（九州大学出版会、1981年）
- 『現代政治学の方法――D・イーストンの「政治の世界」』（法律文化社、1981年）
- 『近代化論の方法――現代政治学と歴史認識』（未來社、1984年）
- 『先進社会のイデオロギー （1）ソシオ・ポリティクスの冒険』（法律文化社、1986年）
- 『先進社会＝日本の政治 （1）ソシオ・ポリティクスの地平』（法律文化社、1987年）
- 『先進社会＝日本の政治 （2）「構造崩壊」の時代』（法律文化社、1990年／増補版、2006年）
- 『先進社会＝日本の政治 （3）21世紀への統治能力』（法律文化社、1993年）
- 『日本政治の未来構想――いま何をなすべきか』（PHP研究所、1994年）
- 『ローカル・イニシアティブ――国境を超える試み』（中央公論社［中公新書］、1995年）
- 『先進社会の国際環境 （1）ローカル・イニシアティブの創造』（法律文化社、1995年）
- 『先進社会の国際環境 （2）21世紀システムの中の国家』（法律文化社、1998年）
- 『先進社会のイデオロギー （2）システムとアクターの相克』（法律文化社、2001年）
- 『ローカル・デモクラシー （1）分権という政治的仕掛け』（法律文化社、2005年）
- 『ローカル・デモクラシー （2）公共という政治的仕組み』（法律文化社、2005年）
- 『失われた政治 政局、政策、そして市民』（法律文化社、2009年）
- 『社会力の市民的創造 地域再生の政治社会学』（法律文化社、2010年）
- 『現代日本政治講義ー自民党政権を中心として』（北海道大学出版会　2019年）
- 『有権者って誰？』（岩波ジュニア新書　2020年）

### 編著
- 『アジア太平洋時代の分権』（九州大学出版会、2002年）

### 共編著
- （砂田一郎）『比較政治学の理論』（東海大学出版会、1990年）
- （岩内亮一）『国際関係用語辞典』（学文社、2003年）

### 共著
- 『抵抗と統合の政治学』（有斐閣、1985年）
- 『現代政治学の理論 （下）』（早稲田大学出版部、1985年）
- 『危機の政治学』（昭和堂、1986年）
- 『冷戦期の国際政治』（慶應通信、1987年）
- 『政策決定の理論』（東海大学出版会、1990年）
- 『比較政治学の理論』（東海大学出版会、1990年)
- 『岩波講座社会科学の方法』第11巻『グローバル・ネットワーク』（岩波書店、1994年）
- 『講座　世紀間の世界政治』第6巻『日本の国際化』（日本評論社、1994年）
- 『政治理論と公共政策』（新評論、1998年）
- 『代議士とカネー全国政治資金調査』（朝日新聞社、1999年）
- 『公共哲学』第10巻『21世紀公共哲学の地平』（東京大学出版会、2002年）
- 『公共政策学』（ミネルヴァ書房、2003年）
- 『世界政府の展望』（早稲田大学出版部、2003年）
- 『国際公共政策への招待』（日本経済新聞社、2003年）

### 訳書
- Ph・C・シュミッター, G・レームブルッフ編『現代コーポラティズム（2）先進諸国の比較分析』（木鐸社、1986年）
- S・P・ハンティントン『第三の波――20世紀後半の民主化』（三嶺書房、1995年）
- カール・ドイッチュ『サイバネティクスの政治理論［新装版］』（早稲田大学出版部、2002年）
- チャールズ・E・リンドブロム, エドワード・J・ウッドハウス『政策形成の過程――民主主義と公共性』（東京大学出版会、2004年）